# Betasyrphus serarius
Betasyrphus serarius är en tvåvingeart som först beskrevs av Christian Rudolph Wilhelm Wiedemann 1830.  Betasyrphus serarius ingår i släktet Betasyrphus och familjen blomflugor. Inga underarter finns listade i Catalogue of Life.